# 3135 Lauer
A 3135 Lauer (ideiglenes jelöléssel 1981 EC9) a Naprendszer kisbolygóövében található aszteroida. Schelte J. Bus fedezte fel 1981. március 1-én.